# Суд над відьмами у Вале

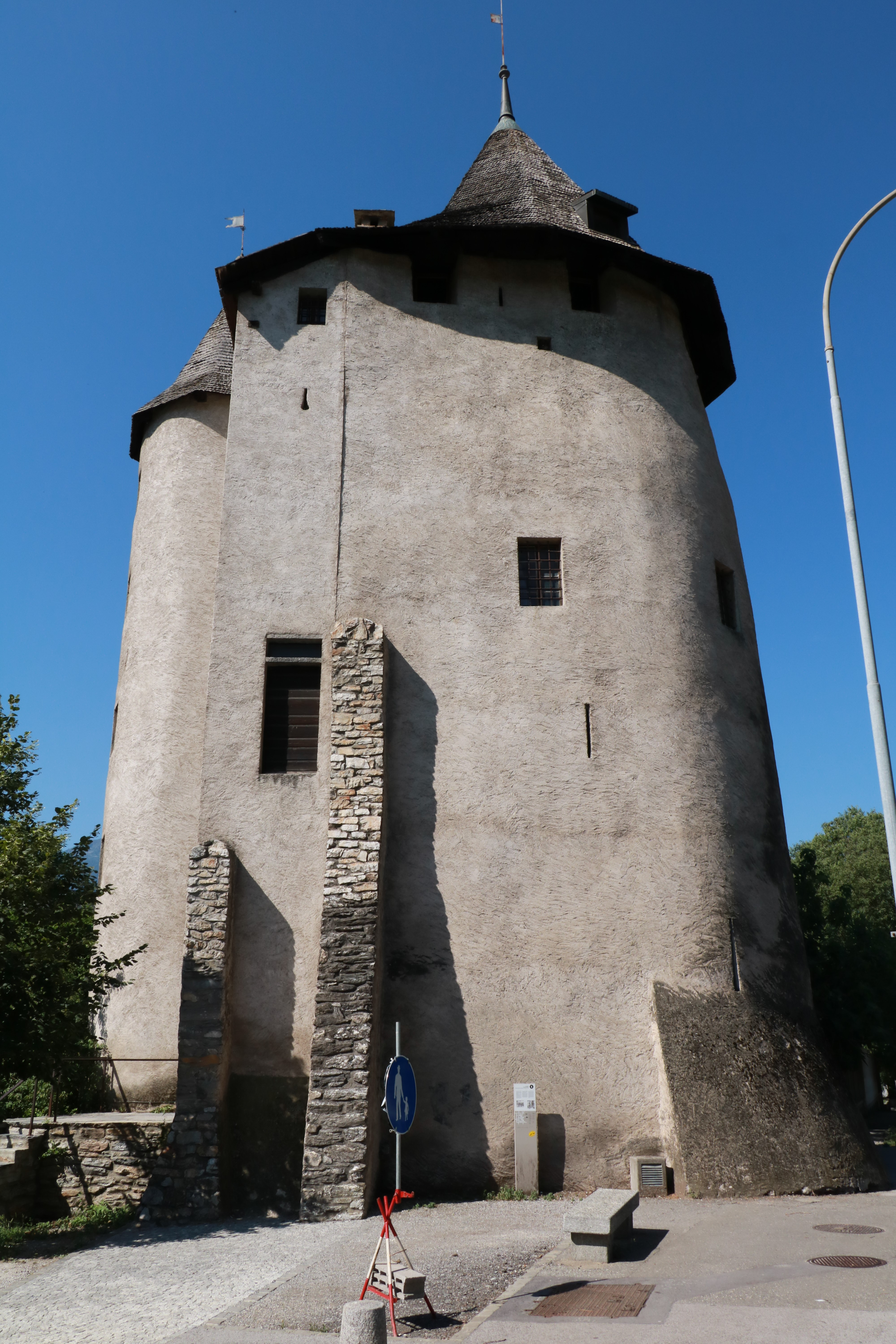
Вежа чаклунів Сіон

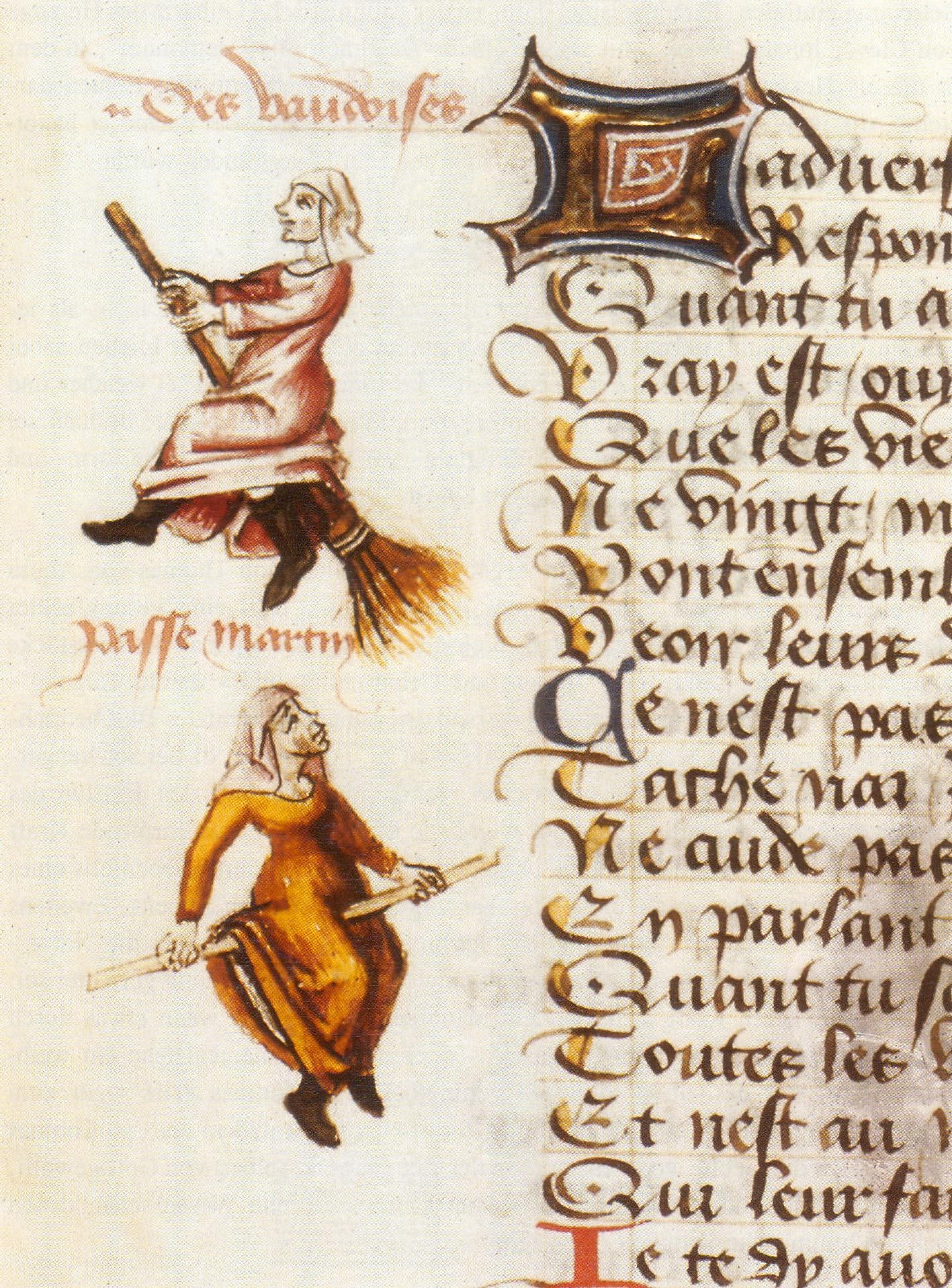
Захисник вадських дам

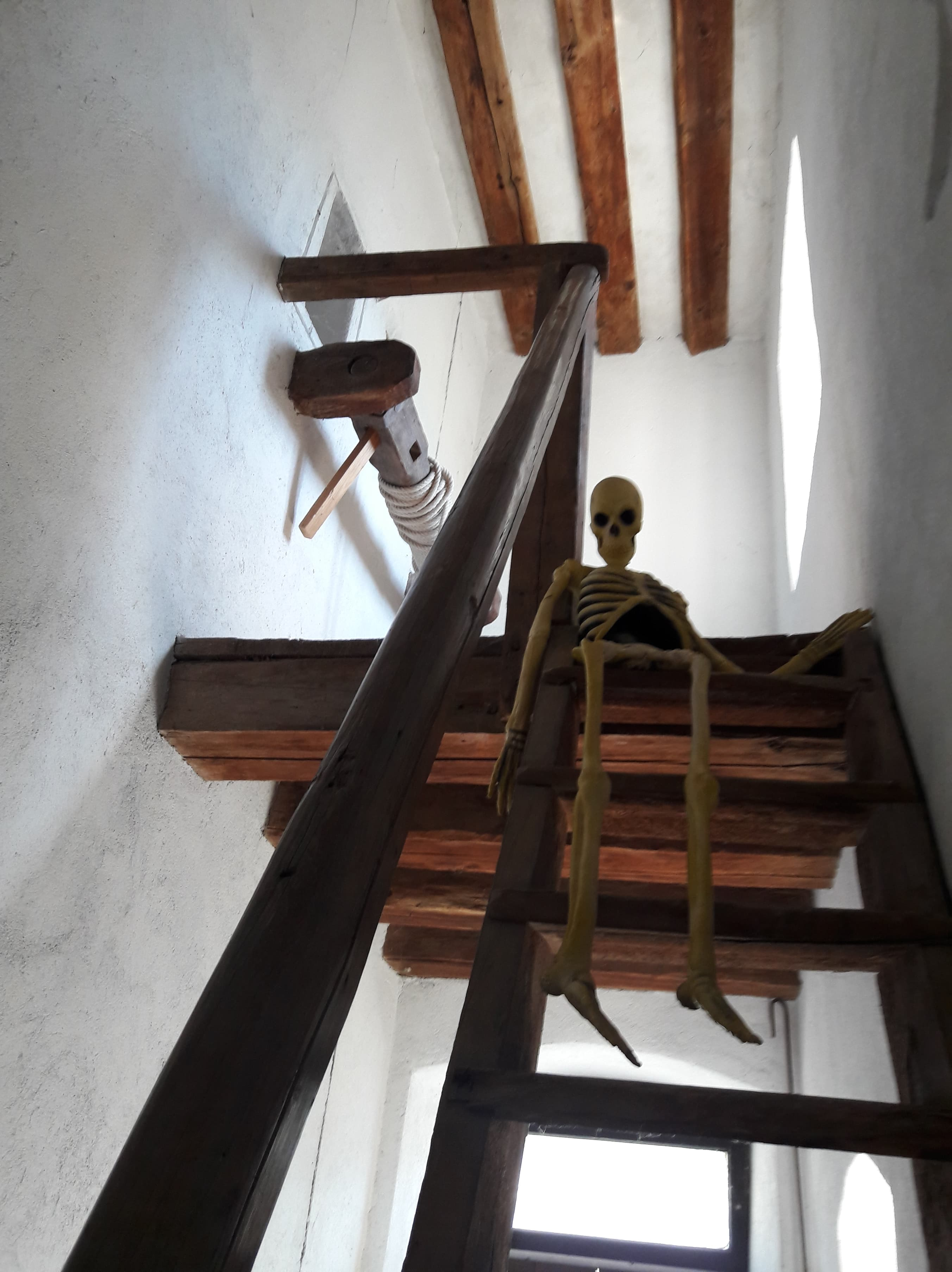
Естрапада — знаряддя тортур

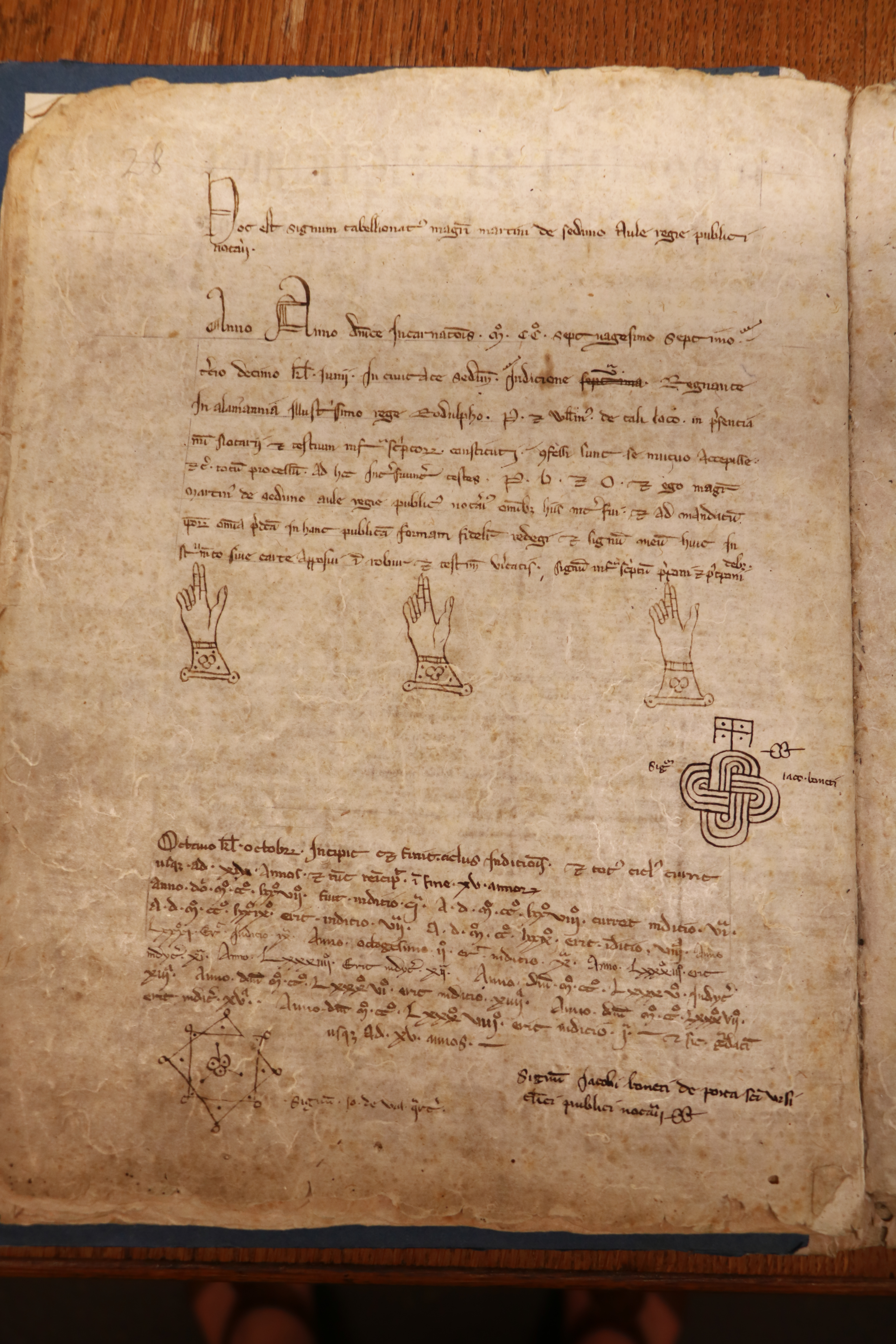
Нотаріальний акт кафедрального архієпископства Сіон 02

Судові процеси над відьмами у Вале складалися з полювання на відьом та серії судових процесів, які відбувалися у Вале (Савойський дім та князівство-єпископство Сіон), що нині є частиною Швейцарії, починаючи з 1428 року. Полювання на відьом у Вале є першою з систематичних кампаній, які стали набагато поширенішими в наступні десятиліття, започаткувавши період судових процесів над відьмами в Європі. Переслідування почалися у франкомовному Нижньому Вале (Савойський дім та князівство-єпископство Сіон) і поширилися на німецькомовний Верхній Вале та на сусідні долини у Західних Альпах. Вони вщухли через шість-вісім років (бл. 1434/6), але явище поширилося звідси далі, на Во, Фрібур, Невшатель та інші території.

## Історія
Хоча спорадичні спалення відьом (hexen) зафіксовані в Швейцарії з початку XV століття, процеси у Вале 1428 року є першою подією, коли звинувачення в чаклунстві призвели до систематичних переслідувань із сотнями страчених жертв. Основним сучасним свідченням про цю подію є короткий звіт Йоганнеса Фрюнда з Люцерна, написаний близько 1430 року, можливо, на прохання Крістофа фон Зіленена, який на той час був кастеляном у Зідерсі. Збережено у двох версіях: одна в Люцерні (Центральна бібліотека BB 335, с. 483—488), інша в Страсбургу (BNU Ms. 2. 935, ff. 162—164). Люцернська версія є старішою і, ймовірно, автографом. Це найдавніший відомий звіт про початкові систематичні полювання на відьом 1430-1440-х років. Критичне видання було опубліковане разом із чотирма іншими ранніми текстами на цю тему Ostorero та ін. (1999). Процеси над відьмами виникли на тлі переслідувань вальденсів у Фрібургу (1399—1430), через що була створена діюча інквізиція зі штаб-квартирою в Лозанні. Крім того, Вале на той час був політично роздробленим внаслідок повстання 1415—1420 років та ослаблення влади Савойї у Во.
Події розпочалися в долині Аннів'є (Енфіс) та долині Ерен (Уренс), що лежать на південь від Сьєра та Сьйона відповідно. Втім, того ж року полювання на відьом поширилося спочатку франкомовним (вальше) Нижнім Вале, а потім — німецькомовним (тютше) Верхнім Вале.
До літа 1428 року полювання охопило весь Вале. 7 серпня влада Лойка видала офіційну прокламацію про процедури відьомського процесу. Згідно з документом, для арешту та ув'язнення вистачало «публічних чуток або наклепу трьох чи чотирьох сусідів», навіть якщо обвинувачені належали до знаті. Застосування тортур дозволялося проти тих, «хто були обмовлені п'ятьма, шістьма або сімома чи більше особами (аж до десяти), які мали на те право і самі не перебували під підозрою», а також проти тих, «кого звинуватили три особи, засуджені на смерть за чаклунство».
Згідно зі звітом Фрюнда, жертв звинувачували у вбивствах, єресі та чаклунстві, укладанні угоди з дияволом. Вони нібито платили данину дияволу, який з'являвся у вигляді чорної тварини — ведмедя або барана. Диявол наказував своїм послідовникам уникати святої меси та сповіді. Фрюнд розповідає, що частину обвинувачених замучили до смерті, не добившись зізнання, тоді як інші під тортурами зізналися в низці вчинків: спричиненні каліцтва, сліпоти, божевілля, викидня, імпотенції, безпліддя, а також вбивстві та поїданні власних дітей.
Він також згадує топос літаючих відьом — кажучи, що вони намащували маззю стілець, а потім їздили на ньому, куди бажали, — та відьомських шабашів, на яких відьми нібито зустрічалися вночі у підвалах людей, пили їхнє вино, а також слухали антихристиянські проповіді диявола у вигляді шкільного вчителя, із фальшивою сповіддю в будь-яких добрих вчинках, які вони могли вчинити. Ці описи мали великий вплив у ранній новий час. Він навіть повідомляє, що деякі з них були перевертнями: вбивали худобу у вигляді вовка та знали рецепт зілля для невидимості. Інші зізналися в нищенні врожаю (вина та зерна) та припиненні надоїв у худоби й зупинці плужних упряжок.
Процеси тривали ще кілька років, аж до 1430-х. Кількість жертв невідома, але йдеться про сотні. Фрюнд згадує про змову «700» відьом, з яких «понад 200» були спалені через два роки після початку процесів (бл. 1430 року). На відміну від пізнього періоду європейських відьомських процесів, коли більшість обвинувачених становили жінки, у процесах у Вале, за оцінками, дві третини жертв були чоловіками, а одна третина — жінками.

## Сприйняття та вплив
Після того, як процеси над відьмами вщухли у Вале та Савої, явище поширилося в наступні десятиліття, передуючи Реформації, на Фрібур і Невшатель (1440), Веве (1448), єпископство Лозанни та район Женевського озера (бл. 1460—1480) і Домартен (1498, 1524—1528).
Вплив Вале на значно масштабніше явище полювання на відьом у ранній новий час, яке тривало протягом XVI та XVII століть на більшій частині Західної Європи, міг бути посилений Базельським собором, що відбувався в той самий період, у 1431—1437 роках.
Тут богослови обговорювали свідчення щодо нового явища відьомства та збирали судові протоколи з регіонів Вале, Во і Савоя. Ці документи вивчали представники першого покоління авторів, що писали про відьомство, такі як Йоганнес Нідер, автор праці Formicarius (написана у 1436—1438 рр.).